# Łącznica (potok)
Łącznica – potok, lewy dopływ Jaśnicy o długości 4,63 km.
Łącznica płynie w Sudetach Środkowych w Górach Bardzkich w woj. dolnośląskim. Jest górskim potokiem wypływającym ze źródeł na wysokości około 390–405 m n.p.m. znajdujących się na zachód od wsi Wojbórz. W górnym biegu spływa łagodna doliną w kierunku południowym, dalej doliną w Obniżeniu Łącznej płynie w kierunku ujścia do Jaśnicy w Młynowie. Potok zbiera wody z północno-wschodniego zbocza Garbu Golińca i odwadnia Obniżenie Łącznej. Nad potokiem w górnym biegu na wzniesieniu stoi ruina obiektu fortyfikacyjnego „Czerwony szaniec” zbudowanego w 1790 r., na polecenie króla Prus Fryderyka Wilhelma II.